# (19105) 1981 EB15
A (19105) 1981 EB15 a Naprendszer kisbolygóövében található aszteroida. Schelte J. Bus fedezte fel 1981. március 1-jén.